# 埼玉県道361号三沢坂本線

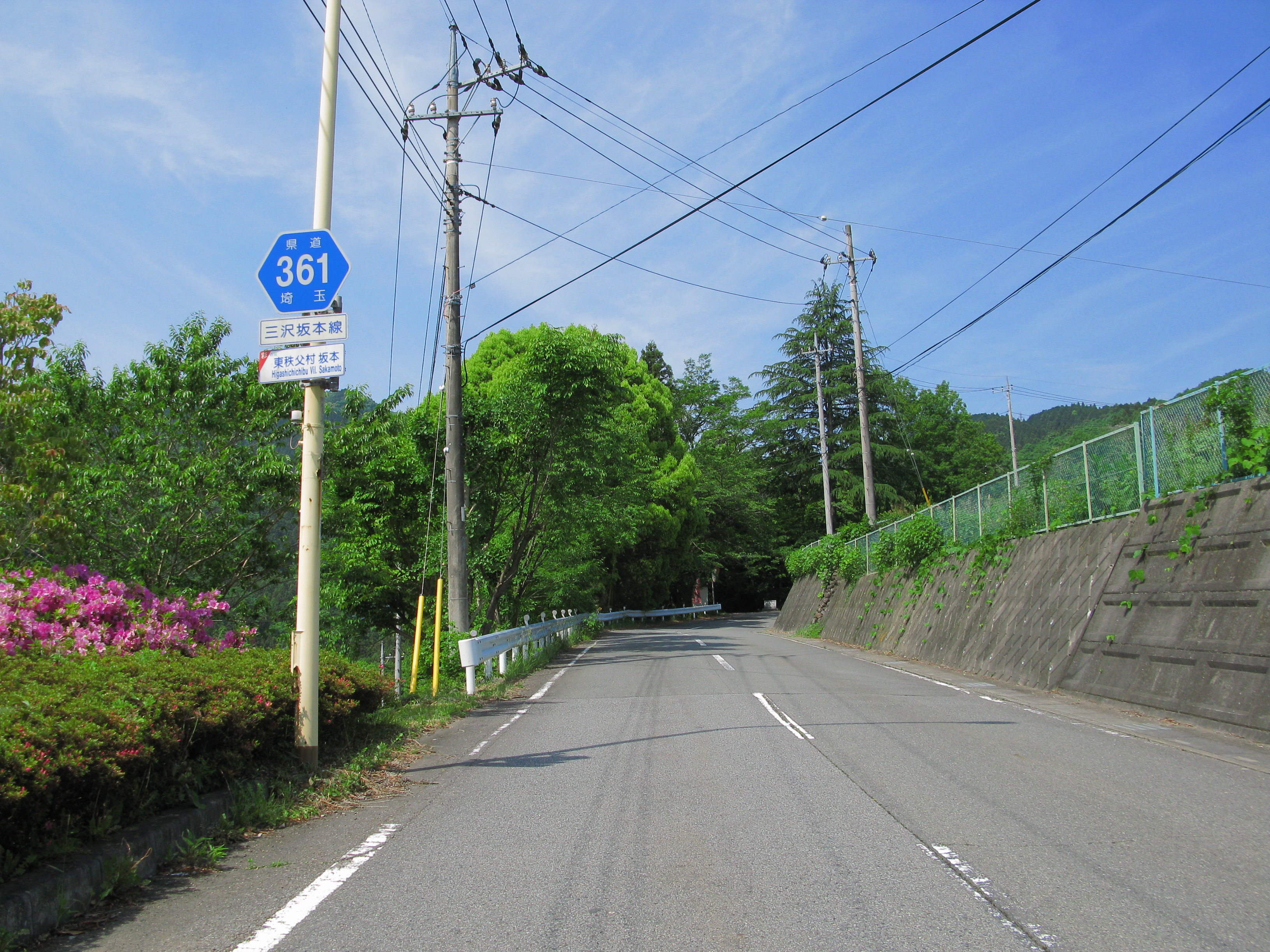
東秩父村坂本地区（2011年5月）

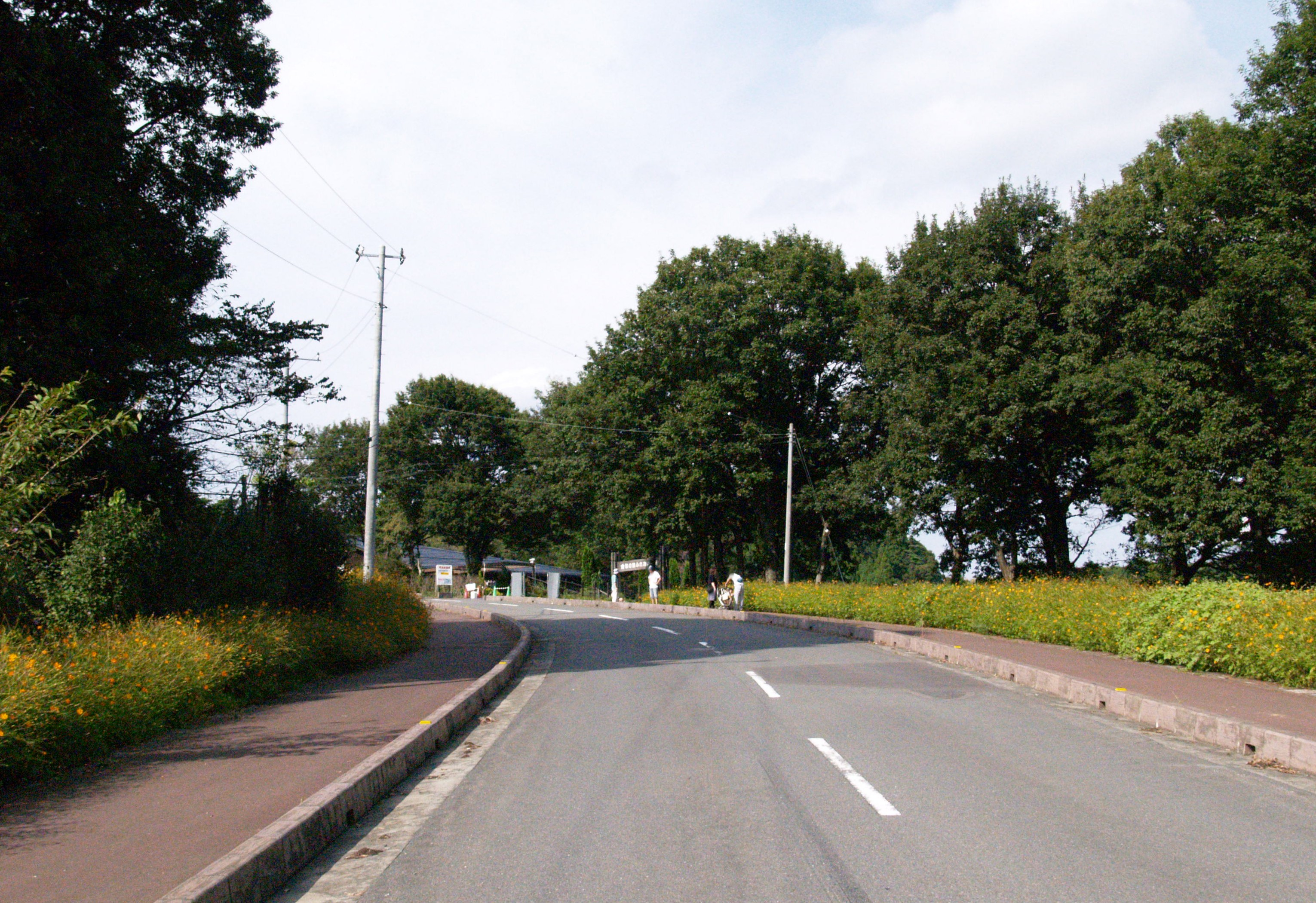
東秩父村坂本・彩の国ふれあい牧場付近（2010年9月）

埼玉県道361号三沢坂本線（さいたまけんどう361ごう みさわさかもとせん）は、埼玉県秩父郡皆野町から東秩父村までを結ぶ一般県道である。

## 概要
皆野町東部の三沢と東秩父村西部の坂本までを結ぶ路線。途中寄居町境付近で釜伏峠、皆野町・東秩父村境で二本木峠の2つの峠を越え、延長は14kmを超える。大半の区間が山間部であり、沿線には複数の高原牧場が点在している。
隣接し合う皆野町と東秩父村を結ぶ県道だが、当路線は起終点共に一度北へ向かうルートを通っている為、両町村の往来には彩の国ふれあい牧場手前で分かれている、町村道を経由する方が距離が短い。
2019年（令和元年）10月の台風19号の被害により、秩父高原牧場付近にて道路が損壊し、通行止めになっていたが、2020年（令和2年）10月上旬に復旧工事が完了し、通行止めが解除された。

### 路線データ
- 総延長：14.4km[2]
- 実延長：14.4km[2]
- 起点：埼玉県秩父郡皆野町大字三沢（埼玉県道82号長瀞玉淀自然公園線交点）
- 終点：埼玉県秩父郡東秩父村大字坂本（橋場交差点＝埼玉県道11号熊谷小川秩父線交点）

## 路線状況

### 交通量
24時間自動車類交通量（台/日）
- 皆野町三沢619：678

## 地理

### 通過する自治体
- 埼玉県
  - 秩父郡皆野町 - 秩父郡東秩父村